# 勺米镇
勺米镇，是中华人民共和国贵州省六盤水市水城区下辖的一个乡镇级行政单位。
2012年，贵州省人民政府批复同意撤销勺米彝族苗族乡，设置勺米镇，镇政府驻范家寨村。

## 行政区划
勺米镇下辖以下地区：
范家寨村、坡脚村、梭沙村、红布村、果立普村、鱼塘村、海坝村和营田村。